# 王徽猷
王徽猷（1526年—？），字天誥，福建泉州府晉江縣人，民籍，明朝政治人物。

## 生平
嘉靖三十一年（1552年）壬子科福建鄉試第八名舉人。嘉靖三十八年（1559年）中式己未科會試第五十九名，三甲第一百三十五名進士。授南丰县知县，历升南京户部郎中，隆慶三年（1569年）五月升雲南按察司佥事。万历初年分巡南昌道兼兵备佥事，辖区出现流寇，“未闻擒获而遽称宁谥”，被撤职闲住，降为通判。

## 家族
曾祖王崇欽；祖父王瑞珎；父王宦，母楊氏。具庆下。兄徽言。弟徽謨、徽典、徽音、徽謙、徽詔。